# باول غوير
باول غوير (بالإنجليزية: Paul Guyer)‏ هو فيلسوف أمريكي، ولد في 13 يناير 1948 في نيويورك في الولايات المتحدة.